# Pressão máxima de vapor
Pressão Máxima de Vapor de um líquido: é a pressão exercida por seus vapores quando estes estão em equilíbrio dinâmico com o líquido.
Imagine um líquido em um recipiente fechado, no qual existia vácuo inicialmente. O líquido começa a evaporar. Nesse momento, a velocidade de evaporação é maior que a velocidade de condensação. Após algum tempo, a velocidade de evaporação se iguala a velocidade de condensação, é o que chamamos de equilíbrio dinâmico. Diz-se que foi atingida a pressão máxima de vapor.
Quanto maior a intensidade das forças intermoleculares, ou seja, quanto menos volátil for o líquido, menor a máxima pressão de vapor.
A pressão máxima de vapor depende da temperatura. Um sistema em que a agitação das moléculas é maior, possui maior temperatura e um maior número de moléculas passam para o estado gasoso. Dessa forma, um aumento de temperatura também acarreta uma pressão de vapor maior.

A adição de um soluto diminui a pressão de vapor, fato conhecido como efeito tonoscópico, de onde deriva a tonoscopia ou tonometria, que ocorre em conjunto com outros dois fenômenos, a ebulioscopia e a crioscopia.
Quanto maior for o número de partículas dispersas no líquido, menor a PMV. O alto ponto de ebulição  da substância acarreta em uma menor pressão do vapor.
Um exemplo disto é a Panela de pressão que evita o vapor sair fazendo que o alimento cozinhe com a água acima de 100°C cozinhando de forma mais rápida.